# Mohsin Charania
Mohsin Charania (* 27. Februar 1985 in Guelph, Ontario, Kanada) ist ein professioneller US-amerikanischer Pokerspieler. Er gewann ein Bracelet bei der World Series of Poker, zweimal das Main Event der World Poker Tour sowie einmal das Main Event der European Poker Tour und ist damit einer von neun Pokerspielern, die die sogenannte Triple Crown vollendet haben.

## Persönliches
Charania zog noch vor seinem ersten Geburtstag mit seiner schiitischen Familie nach Chicago. Dort wuchs er in einfachen Verhältnissen auf. Nach Abschluss der Schule studierte er Finanzwissenschaften an der University of Illinois. Der Amerikaner besitzt ein fotografisches Gedächtnis. Er lebt in Des Plaines.

## Pokerkarriere
Charanias erste Berührung mit Poker war im Haus eines Freundes, mit dem er sich die World Series of Poker auf dem Sportsender ESPN ansah. Er begann mit Freunden Cash Games um kleine Einsätze zu spielen. Bereits nach kurzer Zeit besuchte der Amerikaner an den Wochenenden Casinos in der Umgebung, um dort mit höheren Limits zu spielen. Mit 21 Jahren reiste Charania erstmals nach Las Vegas, wo er sich eine Bankroll von rund 200.000 US-Dollar aufbaute. Online spielt er unter den Nicknames sms9231 (PokerStars), fivebetfold (partypoker) und chicagocards1 (Full Tilt Poker, Absolute Poker sowie UltimateBet).
Charania kam im Dezember 2008 erstmals beim Main Event der World Poker Tour (WPT) ins Geld und belegte beim Five Diamond World Poker Classic im Hotel Bellagio am Las Vegas Strip den 26. Platz für über 40.000 US-Dollar Preisgeld. Im Juni 2009 war er zum ersten Mal bei der World Series of Poker (WSOP) im Rio All-Suite Hotel and Casino am Las Vegas Strip erfolgreich und erreichte bei drei Turnieren der Variante No Limit Hold’em die Geldränge. Ende April 2012 gewann der Amerikaner das Main Event der European Poker Tour (EPT) in Monte-Carlo mit einer Siegprämie von 1,35 Millionen Euro. Im Oktober 2013 sicherte er sich in Paris seinen ersten WPT-Titel sowie knapp 330.000 Euro Preisgeld. Mitte Dezember 2014 gewann Charania erneut ein WPT-Main-Event und erhielt für den Sieg beim Five Diamond World Poker Classic eine Prämie von rund 1,2 Millionen US-Dollar. Bei der WSOP 2017 gewann er ein Turnier in No Limit Hold’em und sicherte sich damit ein Bracelet sowie mehr als 350.000 US-Dollar Siegprämie. Mit seinem Sieg avancierte der Amerikaner zum sechsten Spieler, der sich Turniertitel bei allen drei großen Turnierserien WSOP, WPT und EPT sicherte. Diese Leistung wird als Triple Crown bezeichnet und wurde mittlerweile von neun Pokerspielern erreicht. Mitte Dezember 2021 saß Charania am Finaltisch des WPT-Main-Events im Bellagio und belegte den mit rund 340.000 US-Dollar dotierten fünften Platz.
Insgesamt hat sich Charania mit Poker bei Live-Turnieren mehr als 6,5 Millionen US-Dollar erspielt.